# 1852 w literaturze
Wydarzenia literackie w 1852 roku.

## Wydarzenia
- Wacław Aleksander Maciejowski ogłosił pierwszą transliterację i transkrypcję polskiego średniowiecznego erotyku Ach, miłość, coś mi uczyniła.
- 30 września - w Krakowie odbyła się premiera sztuki Wąsy i peruka Józefa Korzeniowskiego.

## Nowe książki
- polskie
- zagraniczne
  - Chata wuja Toma (Uncle Tom's Cabin) – Harriet Beecher Stowe
  - Émaux et camées – Théophile Gautier
  - The Blithedale Romance – Nathaniel Hawthorne
  - Pierre – Herman Melville
  - The History of Henry Esmond – William Makepeace Thackeray
  - Zapiski myśliwego (Записки охотника) – Iwan Turgieniew

## Urodzili się
- 13 lutego – Ion Luca Caragiale, rumuński dramaturg, nowelista, poeta (zm. 1912)
- 24 lutego – George Augustus Moore, irlandzki prozaik, poeta i dramaturg (zm. 1933)
- 15 marca – Isabella Augusta Gregory, irlandzka dramatopisarka (zm. 1932)
- 25 kwietnia – Clarín, hiszpański pisarz, publicysta i krytyk literacki (zm. 1901)
- 13 sierpnia – Christian Krohg, norweski pisarz i malarz (zm. 1925)
- 6 listopada – Dmitrij Mamin-Sibiriak, rosyjski pisarz (zm. 1912)
- 8 listopada – Lin Shu, chiński pisarz (zm. 1924)
- 10 listopada – Henry van Dyke, amerykański pastor, pisarz i pedagog (zm. 1933)
- 13 listopada – Leon Szuman, polski chirurg i poeta (zm. 1920)

## Zmarli
- 24 stycznia – Ján Kollár, słowacki duchowny luterański, poeta, publicysta, archeolog, językoznawca (ur. 1793)
- 4 marca – Nikołaj Gogol, pisarz rosyjski (ur. 1809)
- 26 października – Vincenzo Gioberti, polityk, filozof i teolog włoski (ur. 1801)